# Pedro de Medina

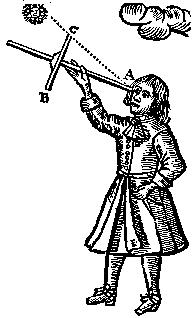
Gravat inspirat en l'obra de Medina.

Pedro de Medina, nascut el 1493 i mort el 1567 a Sevilla (Espanya), va ser un polígraf, historiador, matemàtic, astrònom, hidrògraf i geògraf espanyol de la primera meitat del segle xvi. El "seu arte de navegar" va influir a Pedro Nunes i les traduccions de Michel Coignet d'Anvers.

## Biografia
Humanista i científic, astrònom i cosmògraf de formació, Pedro de Medina és també un matemàtic i historiador. Royal va aconsellar sobre els instruments nàutics i cartes nàutiques, que es van reunir en el seu art de navegar (1545 - Art de Navegar espanyol) cosmogràfics coneixement essencial del seu temps per aplicar a la navegació. Aquest és el primer tractat europeu d'aquest tipus. Pedro de Medina va ser traduït quinze vegades a França entre 1554 i 1663. També va ser publicat en cinc ocasions a Holanda (de 1580 a 1598), tres vegades a Itàlia (1554-1609), i dues vegades a Anglaterra.
També va escriure: 
- un manual de navegació d ' El Regiment Navegació  (menys tècnic)
- un  Llibre de les Coses i Grandesa memorable Espanya    un breu Crònica d'Espanya (Sevilla, 1548)
- llibre  Veritat  (Sevilla, 1549).
- un Hispaniae  Tabula Geographica (Sevilla, 1560) .
- un  Crònica dels ducs de Medina  (1561).